# Demestica
Der Demestica (lateinschriftlicher Markenname, griechisch Δεμέστιχα Demesticha, nach dem gleichnamigen Dorf in der achaischen Gemeinde Erymanthos) ist die bekannteste Marke griechischen Weins.
Der Wein wird in Fritz Goldschmidts Der Wein von der Rebe bis zum Konsum von 1906 erwähnt. Die Produktion betrug in seiner Blütezeit Ende der 1970er bis Anfang der 1980er Jahre, wo ca. 20 Mio. Flaschen zumeist über Supermärkte im In- und Ausland vertrieben wurden. Bei diesen Weinen handelte es sich um einen einfachen Tafelwein, häufig einem Verschnitt verschiedener rot- oder Weißweine.
Bekannt für Demestica-Weine war einst das in Patras ansässige Weingut Achaia Clauss.
Siehe auch: Weinbau in Griechenland